# Dai Xi
Dai Xi (xinès: 戴熙; pinyin: Dài Xī) (1801 – 1860) fou un pintor i cal·lígraf sota la dinastia Qing nascut el 1801 a Qiantang i mort el 1860. Va residir a Guangzhou. Aconseguí el grau 'jinshi' en els exàmens imperials. Va ser membre de l'”Acadèmia Hanlin” i, posteriorment, un alt càrrec ministerial. Es va suïcidar quan els rebels Taiping van ocupar Hangzhou el 1860.
Pintor inspirat en els grans acadèmics. Els seus temes eren, paisatges però també figures humanes i plantes. Els seus treballs són tan famosos com els de Yifen Tang. A la dècada dels anys 20 i 30 es van publicar reproduccions de les seves pintures. La seva obra ha estat objecte de diverses exposicions i les seves pintures han arribat a una elevada cotització en subhastes.